# Treva Etienne
Treva Etienne (* 21. Juli 1965 in London) ist ein britischer Schauspieler.

## Leben und Karriere
Treva Etienne wurde 1965 in London geboren. Er ist seit 1986 als Schauspieler aktiv, vornehmlich in Fernsehproduktionen. Seine bekannteste Filmrolle ist die des verfluchten Piraten Koehler, den er im Abenteuerfilm Fluch der Karibik darstellte. Zu seinen weiteren Leinwandauftritten zählen Rollen in Black Hawk Down und Bad Boys II. Er hatte Gastauftritte in Fernsehserien wie Criminal Minds, Charmed – Zauberhafte Hexen oder Supernatural. In Falling Skies spielte er 22 Folgen lang die die Figur des Südafrikaners Dingaan Botha. 2018 war er in fünf Folgen der BBC-Serie Black Earth Rising zu sehen, die in Deutschland auf Netflix angeboten wird.

## Filmografie (Auswahl)
- 1986: Prospects (Fernsehserie, 4 Episoden)
- 1987: Casualty (Fernsehserie, Episode: 2x07)
- 1988–1990: London’s Burning (Fernsehserie, 21 Episoden)
- 1989: The Paradise Club (Fernsehserie, Episode: 1x05)
- 1991: Wer braucht ein Herz (Who Needs a Heart)
- 1993: Abenteuer in der Karibik (Runaway Bay, Fernsehserie, Episode: 2x08)
- 1996: The Final Passage (Fernsehfilm)
- 1999: Eyes Wide Shut
- 2001: Black Hawk Down
- 2002: Shooters
- 2003: Fluch der Karibik (Pirates of the Caribbean: The Curse of the Black Pearl)
- 2003: Bad Boys II
- 2004: Charmed – Zauberhafte Hexen (Charmed, Fernsehserie, Episode: 7x06)
- 2006: Coco, der neugierige Affe (Curious George, Stimme)
- 2005: Medium – Nichts bleibt verborgen (Medium, Fernsehserie, 2x04)
- 2006: Criminal Minds (Fernsehserie, Episode: 1x22)
- 2008: Japan
- 2009: 24 (Fernsehserie, Episode: 7x08)
- 2009: Hooligans 2 – Stand Your Ground (Green Street Hooligans 2)
- 2009: Terminator: Die Erlösung (Terminator Salvation)
- 2010: Mob Rules – Der Gangsterkrieg (Tic)
- 2011: The Battle of Hogwarts (5 Episoden, Stimme)
- 2014: Voodoo Encounters
- 2014–2015: Falling Skies (Fernsehserie, 22 Episoden)
- 2015: Supernatural (Fernsehserie, Episode: 10x20)
- 2016: Criminal Minds: Beyond Borders (Fernsehserie, Episode 1x13)
- 2017: Death in Paradise (Fernsehserie, Episode 6x04)
- 2018: Black Earth Rising (Fernsehserie, 5 Episoden)
- 2019–2021: Bosch (Fernsehserie)
- 2019: Itsy Bitsy
- 2021: Witch Hunt
- 2022: The Silent Twins